# Guerra Goguryeo-Sui

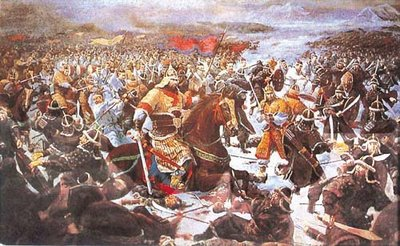
Batalla de Salsu

La guerra Goguryeo-Sui fueron unas series de campañas bélicas realizadas por la dinastía Sui de China contra el reino de Goguryeo de Corea entre los años 598 y 614. El resultado negativo de esta guerra para Sui ha contribuido a la caída de la dinastía Sui en el año 618.

## Antecedentes
La dinastía Sui había unido bajo su control casi la totalidad de China en el año 589, derrotando a la dinastía Chen y poniendo fin a la fragmentación china que había durado 300 años. Al unificar China, casi todos los países se sometieron a Sui, y así se fueron anexando pueblos a su territorio, las mayorías de las veces sin luchar. Sin embargo, en Goguryeo, uno de los Tres Reinos de Corea, Pyeongwon y su sucesor, Yeongyang insistieron en mantener una relación de igualdad con la dinastía Sui. Yang_Jian (emperador de la China Sui) estaba disgustado con la rebeldía de Goguryeo, así que continuó con pequeñas incursiones en territorio enemigo del norte. Después de una negociación diplomática, dio un ultimátum norte ordenando a Goguryeo cesar cualquier alianza militar con los turcos. Aunque Yeongyang pareció respetar el ultimátum, al año siguiente, el 597, comenzó con un ataque preventivo contra puestos de avanzada Mohe a lo largo de la frontera con China, hoy en día la provincia de Hebei.

## Primera expedición en 598
Yang Jian mandó a su quinto hijo, el más joven, Yang Lian (asistido por el co-primer ministro Jiong Gao) y el almirante Zhou Luohou (周 罗睺), a conquistar Goguryeo con un ejército y una flota de 300 000 hombres. El Ejército de Yang Lian invadió en la estación de lluvias cuando estaba por llegar a Goguryeo. La lluvia obstaculizo demasiado el avance del ejército, e impidió el transporte de suministros. Los constantes ataques de las fuerzas de Goguryeo y la enfermedad causaron grandes pérdidas. La batalla de Salsu es la más importante de esta guerra en la que el ejército chino se va retirar. La conclusión general fue que el ejército no podía ganar solo, por lo que Yang decidió unirse a la flota de Zhou. La flota de Zhou también encontró sus retos, teniendo que luchar con la marea agitada y los ataques enemigos cada vez que se detenía a lo largo de la costa.
Cada vez que anclaba, destacamentos de Goguryeo estaban presentes para atacar a los marineros Sui. La flota estuvo inmersa en una batalla contra una flota total de 50 000 soldados de Goguryeo, dirigida por el almirante Gang Isik, presumiblemente en el actual mar de Bohai. Ya debilitado por las emboscadas y los ataques de la naturaleza, la flota de Sui sufrió una pérdida devastadora.
Las fuerzas de Sui fueron derrotados, tanto en tierra y mar. Los textos históricos dan constancia de que aproximadamente el 90 % de las tropas de Sui perecieron víctimas de Goguryeo, mientras que las de éste se cree que fueron casi inexistentes en comparación con los de Sui. Yang no tuvo otra opción que retirarse. Esta guerra fue la única derrota importante para Wen-di, que murió en 604.